# Rodríguez
Rodríguez (en portugués: Rodrigues) es un apellido patronímico español originario del antiguo reino de Castilla (actual España), donde es uno de los más frecuentes. Asimismo es destacable su presencia en el resto de países de la iberofonía.

## Etimología
Su origen es patronímico, de la unión de Rodrigo y el sufijo «-ez», que al final de este y de otros tantos apellidos españoles, significa «hijo de». El nombre Rodrigo, es de origen proto-germánico latinizado como Roderici, *hrōþiz "fama" + *rīks "rey, gobernador". El sufijo desconocido, solo se sabe que es prerrománico. El significado del apellido sería "hijo de Rodrigo" o "hijo del rey famoso".
El origen del apellido se remonta a la Edad Media, probablemente anterior al siglo XI.
El origen vasco deriva de la traducción del apellido vasco "Rodriguena" de origen vizcaíno, y "Rodrigitz" aunque también, existe "Rodrigoena" y "Rodriguarena". Al unirse el Reino de Navarra con el Reino de Castilla, la reina Isabel La católica, castellanizó varios apellidos, con origen navarro. No obstante, la Reina Isabel, ordenó guardar el sufijo «-ez» de origen euskérico, en homenaje al Reino de Navarra. Es uno de los apellidos más comunes, en toda la península, actualmente.[cita requerida]

## Frecuencia de uso en la península ibérica, Iberoamérica, Iberoáfrica e Iberoasia
En 2020, era el segundo apellido más común entre los españoles, 930.659 habitantes lo tenían como primer apellido. Por provincias, es más frecuente en Orense (6,867 %), Provincia de Las Palmas (4,705 %), Lugo (4,642 %) y Pontevedra (4,069 %). En Portugal, Rodrigues es uno de los apellidos más repetidos.
En otros países hispanohablantes el apellido Rodríguez es uno de los más comunes, como en Colombia, Cuba, República Dominicana y Uruguay que ocupa el primer lugar, mientras que en Argentina y Venezuela es el segundo más común, y en México y Perú ostenta el cuarto puesto. En Brasil, Rodrigues es uno de los apellidos más repetidos.

## Escudo de armas
Como muchos apellido patronímicos muy comunes, tiene múltiples escudos de armas dependiendo de la familia a la que pertenecieran,etc.
|  |
|  |

|  |
|  |

|  |
|  |

|  |
|  |

|  |
|  |

|  |
|  |

## Otros usos
El sustantivo «rodríguez» (nótese su inicial minúscula) hace referencia de forma coloquial al «hombre casado que se queda trabajando mientras su familia está fuera, normalmente de veraneo».